# Ted Baker
Pour les articles homonymes, voir Baker.
 (novembre 2015).
Si vous disposez d'ouvrages ou d'articles de référence ou si vous connaissez des sites web de qualité traitant du thème abordé ici, merci de compléter l'article en donnant les références utiles à sa vérifiabilité et en les liant à la section « Notes et références ».
Ted Baker est une société britannique de vente au détail de vêtements, connue pour appliquer des torsions à ses produits et est devenue une importante marque de fabrication au Royaume-Uni.

## Histoire
Le directeur général de Ted Baker, Ray Kelvin, ouvre son premier magasin en mars 1988 à Glasgow, rapidement suivi par Manchester et Nottingham. Au départ, Ted Baker vend exclusivement des chemises pour homme et du nettoyage à sec avec chaque chemise vendue. Deux ans plus tard, un magasin ouvre à Covent Garden et Kelvin achète la société franchisée des copropriétaires Goldberg et Fils. En 1994, des magasins supplémentaires ouvrent à Soho, Nottingham et Leeds. 
En 1997, la première franchise continentale ouvre à Zurich. Ted Baker devient une Société anonyme[réf. nécessaire]. L'année suivante, Ted Baker ouvre son premier magasin autonome sur le sol américain à New York[réf. souhaitée]. Depuis, Ted Baker est devenu une marque internationale[réf. nécessaire], qui produit des vêtements pour hommes, femmes et enfants. La société produit aussi des parfums et accessoires. La société fête en 2008 ses 20 ans, avec l'ouverture de nouveaux magasins à Belfast et à Cambridge.
Ted Baker a figuré dans le 21e James Bond, Casino Royale sorti en 2006. Un magasin de Ted Baker conçu particulièrement pour le film a été érigé, entièrement mécanisé et démonté sur le lieu de tournage du film situé à Prague. L'ensemble du travail a pris 3 jours. Le magasin de Ted Baker figure dans une scène à l'aéroport de Miami.
En 2019, le fondateur Ray Kelvin démissionne après des allégations de harcèlement sexuel.
En octobre 2022, Authentic Brands Group (ABG) rachète Ted Baker pour 211 millions de £. 
En mars 2024, Ted Baker annonce déposer le bilan pour ses activités de détail en Europe et au Royaume-Uni. 

## Principaux actionnaires
Au 3 avril 2020.
| Raymond Stuart Kelvin           | 34,9% |
| Toscafund Asset Management      | 17,0% |
| Threadneedle Asset Management   | 8,79% |
| Baillie Gifford & Co.           | 4,99% |
| Schroder Investment Management  | 4,96% |
| Invesco Advisers                | 4,28% |
| T. Rowe Price International     | 3,40% |
| Wasatch Advisors                | 3,09% |
| Aviva Investors Global Services | 2,58% |
| T. Rowe Price Associates -IM-   | 2,39% |